# Reparo de ADN

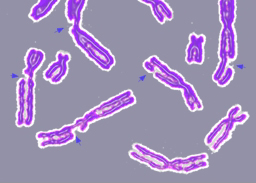
Lesões no ADN resultam em múltiplas fraturas nos cromossomos

Reparação de ADN é um conjunto de processos pela qual a célula identifica e corrige os danos das moléculas de DNA que codificam o seu genoma. Em células humanas, tanto atividades metabólicas normais quanto fatores ambientais (como raios UV) podem causar danos no ADN, resultando em cerca de 1 000 000 lesões moleculares individuais por dia. Muitas dessas lesões causam danos estruturais à molécula de ADN e podem alterar ou eliminar a habilidade celular para transcrição gênica. Outras lesões provocam mutações potencialmente prejudiciais no genoma celular, que afetam a sobrevivência de suas células irmãs que depois sofrem mitose. Como consequência, o processo de reparo de ADN precisa estar funcionando constantemente para resolver rapidamente os danos na estrutura do ADN.
A taxa de reparo de ADN é dependente de muitos fatores, inclusive o tipo de célula, a idade celular e o meio extracelular. Uma célula que tem acumulado uma grande quantidade de danos de ADN, ou que não repare efetivamente os danos incorridos nele, terá um dos três possíveis destinos:
1. um irreversível estado de dormência, conhecido como senescência;
2. a célula se "suicida", o que é conhecido como apoptose, ou morte celular programada;
3. carcinogênese, a formação de câncer.

A maioria das células no corpo primeiramente tornam-se senescentes. Então, depois de danos irreparáveis ao ADN, ocorre a apoptose. Nesse caso, a apoptose funciona como um "último recurso" prevenindo a célula de tornar-se carcinogênica ameaçando o organismo.
Quando as células tornam-se senescentes, alterações na biossíntese fazem com que funcionem menos eficientemente. A capacidade do reparo de ADN de uma célula é vital para a integridade do genoma e, consequentemente, para o seu funcionamento normal e o do organismo. Sabe-se que vários genes que inicialmente foram demonstrados como influentes na longevidade estão envolvidos em proteção e reparo aos danos no ADN.
Em 2015 o Prêmio Nobel de Química foi concedido Tomas Lindahl, Paul Modrich e Aziz Sancar pelos estudos mecanicísticos para reparo de DNA.

## Danos no ADN
Os danos no ADN, devidos aos fatores ambientais e dos processos metabólicos celulares normais, ocorrem a uma taxa de 10 000 a 1 000 000 lesões por célula diariamente. Ainda assim, várias outras fontes de danos podem elevar ainda mais essa taxa. Enquanto isso constitui apenas 0,000165% do genoma humano, 3 000 000 000 (3 bilhões) de bases, uma única lesão não reparada em um gene relacionado ao câncer (como o gene supressor de tumor) pode ter consequências catastróficas ao indivíduo.
A maioria dos danos no ADN afectam a estrutura primária da dupla-hélice; isto é, as próprias bases são modificadas quimicamente. Estas modificações podem, por sua vez, alterar a estrutura helicoidal das moléculas ao introduzir ligações químicas não nativas ou adutos volumosos que não se encaixam bem na estrutura da dupla-hélice padrão.

### Danos no DNA nuclear (nDNA) versus danos no DNA mitocondrial (mDNA)
Em humanos, e células eucarióticas em geral, o DNA é encontrado em duas localidades na célula: no núcleo (nDNA) e dentro das mitocôndrias. DNA nuclear existe em larga escala em estruturas agregadas conhecidas como cromossomos, os quais são compostos de DNA e, envolvidas por proteínas chamadas histonas. Sempre que a célula precisa expressar a informação genética codificada no nDNA é requerida uma região cromossômica não-revelada, genes localizados lá são expressos e a região é condensada de volta a conformação quiescente. O DNA mitocondrial (mtDNA) é localizado dentro da mitocôndria; existem em múltiplas cópias e isso é também fortemente associado com o número de proteínas para formar um complexo conhecido como nucleoide. Dentro da mitocôndria, espécies reativas de oxigênio (ERO) ou radicais livres, são produtos da constante produção de trifosfato de adenosina (ATP) via fosforilação oxidativa, criam um ambiente altamente oxidativo que é conhecido por danos no mtDNA.

## Fármacos e modulação de reparo de DNA

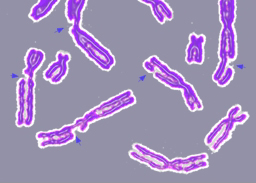
Lesões no ADN resultando de múltiplas fraturas nos cromossomos